# Сокольницкий, Михал
Михал Сокольницкий (пол. Michał Sokolnicki; 29 сентября 1760, Варшава — 24 сентября 1816, Варшава) — польский генерал, участник Наполеоновских войн.

## Биография
Родился 29 сентября 1760 года в Варшаве.
Получил начальное домашнее образование, в 1777—1780 годах прошёл курс наук в Варшавской рыцарской школе и был выпущен лейтенантом в польские инженерные войска.
В 1789 году Сокольницкий основал в Вильне инженерный корпус.
В 1791 году он совершил поездку в Саксонию, где занимался изучением военного дела. По возвращении представил доклад о саксонских войсках и был произведён в подполковники.
В 1792 году Сокольницкий принимал участие в кампании против русских войск, после поражения вышел в отставку.
Во время восстания Костюшко он был произведён в полковники и принимал участие в обороне Варшавы против прусской армии. 13 ноября 1794 года произведён в генерал-майоры.
Когда поляки потерпели поражение, Сокольницкий был отправлен в Санкт-Петербург. Там он занимался научными изысканиями, в частности разработал систему фильтрации воды через древесный уголь и некоторые геодезические приборы.
После смерти императрицы Екатерины II Сокольницкий был отпущен на родину и проживал в своём имении под Желехувым. В 1797 году он уехал в Париж и поступил на службу во французскую армию.
В 1800 году Сокольницкий был назначен командиром бригады Польского легиона и принял участие в кампании против Австрии.
В 1806—1807 годах он в качестве командира 1-й бригады Польского легиона сражался против российской и прусской армий, отличился в сражении при Пултуске и в Померании и был награждён орденом Почётного легиона.
1 августа 1808 года Сокольницкий получил чин бригадного генерала Великого герцогства Варшавского. В 1809 году принял участие в войне с Австрией.

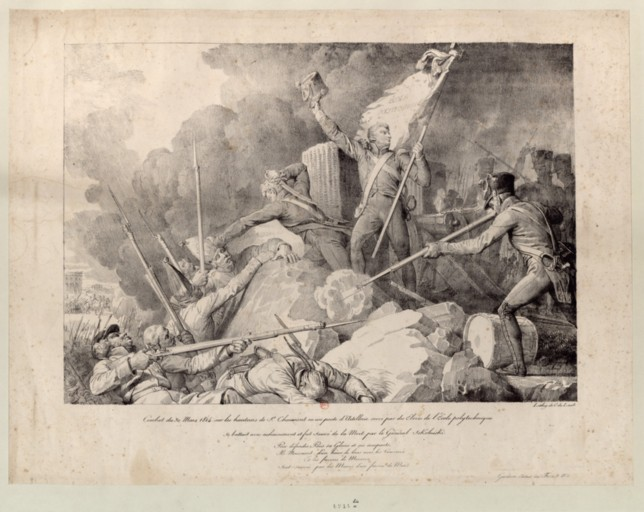
Обороны Парижа 30 марта 1814 года. Ученики Политехнической школы обороняются на холме Сен-Шомон. На этом участке сражался и генерал Сокольницкий.

С марта 1810 года он командовал Радомским военным округом.
В кампании 1812 года против России Сокольницкий состоял при штабе Наполеона и отвечал за топографическую съёмку и разведку. В этом походе он принимал участие в сражениях при Смоленске, Бородино и отступлении от Москвы.
В войне против Шестой коалиции он командовал 4-м корпусом и отличился в Битве народов под Лейпцигом. Завершил он эту кампанию участием в обороне Парижа.
По возвращении в Польшу Сокольницкий опубликовал свои воспоминания «Дневник военных действий», которые из-за сильной критики действий поляков во время Наполеоновских войн вызвали скандальную реакцию в польском обществе.
Скончался Сокольницкий 24 сентября 1816 года в Варшаве.